# Henriksenia
Henriksenia là một chi nhện trong họ Thomisidae.